# Jessica Iskandar

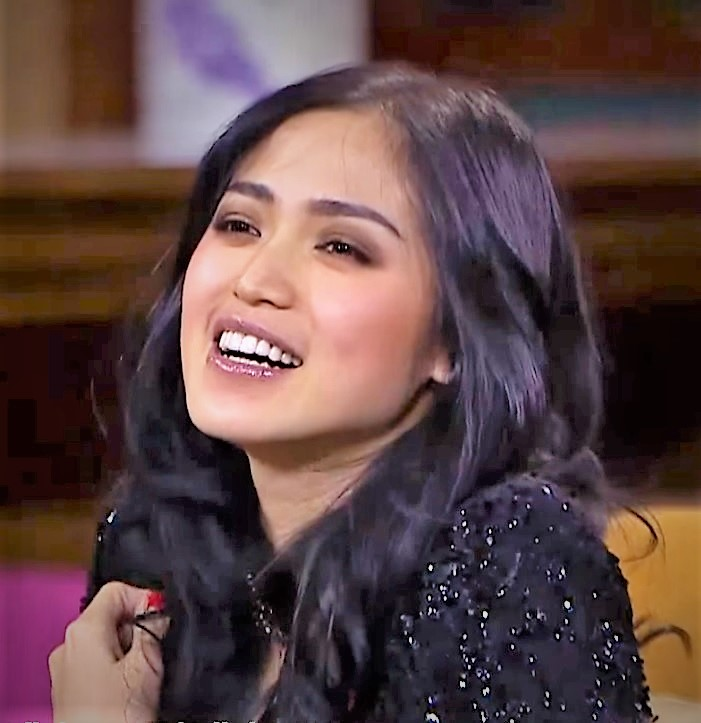
Jessica Iskandar in der Ini Talkshow

Jessica Iskandar (* 29. Januar 1988) ist eine indonesische Schauspielerin, Model, Moderatorin und Sängerin, die auch unter ihrem Spitznamen Jedar bekannt ist.

## Leben
Jessica Iskandar wurde in Jakarta geboren und wuchs in einer interreligiösen Familie auf, denn ihr Vater, Hardi Iskandar, ist Muslim und ihre Mutter, Wulandari, ist eine protestantische Christin. Sie hat fünf ältere Brüder. Sie schloss ihre Schulausbildung an der Bunda Mulia School ab und setzte ihr Studium an der Universität Trisakti in Jakarta mit dem Hauptfach Innenarchitektur fort. Nach drei Semestern beschloss sie, das Studium abzubrechen, um sich auf ihre Karriere zu konzentrieren.
Am 11. Dezember 2013 soll Jessica Iskandar Ludwig Erbgraf von Waldburg Wolfegg Waldsee in der Yesus-Sejati-Kirche, einer protestantischen Kirche in Jakarta, geheiratet haben. Ludwig, ein deutscher Staatsbürger, ist zwei Jahre jünger als Iskandar und der älteste Sohn von Erbprinz Johannes Fürst von Waldburg Wolfegg Waldsee, Schlossherr von Wolfegg und Oberhaupt des Hauses Waldburg. Bei der Hochzeit waren angeblich mehrere ihrer Verwandten anwesend. Am 8. Januar 2014 wurde die Eheschließung beim Standesamt eingetragen. Am 21. Juli 2014 brachte Iskandar das einzige Kind des Paares, einen Sohn namens El Barack Alexander, in den Vereinigten Staaten von Amerika zur Welt. Ihre Erfahrungen beschrieb sie 2013 und 2014 in zwei Autobiographien.
Am 13. Oktober 2014 reichte Iskandars Ehemann beim Bezirksgericht in Südjakarta einen Antrag auf Annullierung der Ehe ein. Außerdem reichte er in Ostjakarta eine Klage ein, in der er die Gültigkeit der Heiratsurkunde anzweifelte. Die erste Verhandlung wurde auf den 12. November 2014 angesetzt. Am 14. April 2015 wies das Gericht des Bezirks Ostjakarta die Klage bezüglich der Gültigkeit der Heiratslizenz ab. Am 15. Oktober 2015 wurde dem Antrag auf Annullierung stattgegeben.
Am 15. Juni 2019 gab Iskandar offiziell ihre Verlobung mit Richard Kyle bekannt, nachdem sie ein Jahr lang zusammen gewesen waren.

## Karriere
Jessica Iskandar begann ihre Karriere als Model. Sie besuchte die John Casablanca Modeling School. Ihr erstes Filmdebüt gab sie 2005 als Kara in Dealova. Ihr nächster Film war Diva (2007), der in Malaysia produziert wurde.
Von 2008 bis 2012 spielte Iskandar in mehreren Seifenopern und Fernsehfilmen wie Gadis Pengantar Telur (2010), Cinta Pura-Pura Nyasar (2010) mit.
Ihre Karriere als Moderatorin begann Iskandar bei Dahsyat auf RCTI von März 2011 bis 2013. 2012 wurde sie zur indonesischen Botschafterin der Earth Hour. Im September 2018 wurde als Gastjurorin einer Episode von Asia’s Next Top Model in Thailand eingeladen. Seit 2018 moderiert Jessica Iskandar gemeinsam mit Nia Ramadhani die Talkshow Ngopi Dara.
Derzeit besitzt Iskandar eine Mode- und Kosmetiklinie, eine Villenvermietung sowie eine eigene Bäckerei, die sie nach ihrem Sohn benannt hat.